# Vogezi
Vogezi (francosko Vosges, nem. Vogesen) so hribovje v centralno-zahodni Evropi, ki se raztezajo vzdolž zahodne strani doline Rena v smeri sever-severovzhod, od Basla v Švici do Mainza v Nemčiji. Geografsko hribovje popolnoma leži na ozemlju Francije. Prelaz Col de Saverne ga loči od nemškega Pfälzerwalda, čeprav nekateri deli slednjega, geološko gledano, veljajo za del Vogezov. 
Omembe vredna je podobnost med Vogezi na eni in odgovarjajočim višavjem/grebenom Schwarzwalda na drugi strani Rena. Oba ležita znotraj istih zemljepisnih širin in imata enako geološko sestavo. Za oba so značilni lepi gozdovi na spodnjih pobočjih, nad katerimi se nahajajo odprti pašniki in zaobljeni vrhovi izenačenih višin, imenovani ballon. Prav tako oba strmo padata proti Renu, na drugi strani pa se postopoma znižujeta. Vogezi so v njihovem južnem delu pretežno sestavljeni iz granita, z nekaj malega porfirjastimi primesmi vrste rdečega peščenjaka, ki na zahodnem pobočju nosi francosko ime grès Vosgien.
Orografsko je veriga razdeljena od juga proti severu na štiri sestavne dele: Grandes Vosges, ki se razprostirajo od Belforta do doline Bruche; osrednje Vogeze, med Bruche in Col de Saverne; spodnje Vogeze, med Col de Saverne in izvirom reke Lauter; in Hardt.
Departmaja Vogezi (Lorena) in Haute-Saône (Franche-Comté) sta ločena od Alzacije in ozemlja Belfort s 1247 metrov visokim vrhom Ballon d'Alsace. Od tod je povprečna višina hribovja proti severu okoli 915 metrov. Najvišja točka, 1426 metrov visoki Ballon de Guebwiller  (Gebweiler), se dviga vzhodno od glavnega grebena. Prelaz Col de Saales med Grandes Vosges in osrednjim delom je visok le 579 metrov. Slednji del je tako nižji kot tudi ožji od Grandes Vosges, z najvišjim vrhom Mont Dononom (1008 metrov). Spodnji Vogezi so planota v višini od 305 do 564 metrov. 
Meteorološko je razlika med vzhodnimi in zahodnimi pobočji zelo izrazita. Povprečna količina padavin je precej višja, srednja temperatura pa veliko nižja na zahodnih kot na vzhodnih pobočjih. Na slednjih raste vinska trta do višine 400 metrov. Na  lorenski strani izvirajo reke Mozela, Meurthe in Sarre, medtem ko na nasprotni strani le reka Ill in manjši potoki. Morene, balvani in zlizane skale pričajo o obstoju ledenikov, ki so nekdaj pokrivali Vogeze. Jezera, obkrožena z borovjem, bukovjem in javorjem; zelene planine, ki zagotavljajo pašo številni čredi krav; lepi razgledi na Rensko dolino, Schwarzwald in s snegom pobeljene švicarske gore; vse to daje Vogezom slikovit izgled.
Železniška proga od Pariza do Strasbourga kot tudi Kanal Marna-Ren prečkata Vogeze pri Col de Saverne. Vozne poti potekajo med Remiremontom in Thannom čez prelaz Bussang, od Gérardmerja do Munstra čez Schlucht (1148 m), od St Diéja do Colmarja oz. Ste Marie-aux-Mines čez Bonhomine. Spodnje Vogeze preči železniška proga med Hagenauom in Sarreguemines, branjena s trdnjavo Bitche.
V nižjih predelih glavne verige, na alzaški strani, se nahajajo številni gradovi, v glavnem v razvalinah. Na več točkah glavnega grebena, zlasti nad Ribeauvillom (Rappoltsweiler), so ostanki zidu iz kamna spojenega z lesenimi klini, debelega ca. 2 metra in višine od 1 do 1,5 metra, imenovanega poganski zid (Mur Païen).